# 馬融
馬 融（ば ゆう、79年（建初4年） - 166年（延熹9年））は、中国後漢中期の学者・政治家。右扶風茂陵県（現在の陝西省咸陽市興平市の北東）の人。字は季長。後漢の伏波将軍馬援の従孫。祖父は馬余（馬援の次兄）。父は馬厳（後漢の将作大匠）。兄に馬続。叔父に馬敦。娘の馬倫は袁隗の妻。従妹（馬敦の娘）は趙岐の妻。族子に馬日磾。『後漢書』に伝がある。

## 生涯
後漢の名門である馬氏の一族として生まれる。
当時、京兆の摯恂という人物が仕官せずに南山に隠れ住み学名が高かった。馬融は摯恂に師事し広く儒学を学び、経典について研鑚した。摯恂の娘を妻にしている。
108年（永初2年）、安帝の外戚として権勢を振るっていた大将軍の鄧騭に舎人に徴されたが応ぜず、涼州の武都や漢陽に避難したが、乱に巻き込まれ生活は困窮した。
110年（永初4年）、再び鄧騭に招かれ、これを受けて都に行き校書郎となった。
同郷の先輩である班昭に付いて『漢書』を学んだ。
当時、鄧騭と安帝の生母の太后の鄧綏が共同で政務にあたっていたが、馬融は太后へ『広成頌』と呼ばれる上奏をしたところ、太后の不興を買ってしまった。
116年（元初3年）に兄の子の喪に服するため帰郷したところ、これが太后の怒りを買い、免官の上に禁錮されてしまった。
121年、太后が死去し安帝が親政するようになると、馬融は許され、再び召され、一度河間王の家臣となったが、安帝の東巡に従いその文才を認められ再び郎中となった。
125年（延光4年）、北郷侯（少帝懿）が即位すると、官を辞し故郷に戻り、郡の功曹となった。順帝の時期となった133年（陽嘉2年）には再び中央に戻って議郎となった。
大将軍梁商に取り立てられ、従事中郎、武都県令となった。西羌が反乱を起こすと、兵を率いてこれを討つことを申し出たが受け入れられなかった。
梁商の跡を継いだ梁冀が専横するようになると、馬融は『西第頌』を作成するなど、それに阿るような振る舞いをしたとして、清流派の士人から批判されたという。中でも梁冀が太尉李固を弾劾したとき、その上奏文を作成したのが馬融であったことは、後々までの憎悪の種となった。
桓帝の時期、南郡太守となった。しかし、このころには梁冀に憎まれるようになっており私欲が深いとして免職となり、徙刑に処された。馬融は自殺を図ったが果たせなかった。
再々度召還されて議郎となり、東観にあって著述を専としたが、病によって職を辞した。88歳で死去した。
政治家としては濁流に属し、親戚の趙岐に面会を拒否されるなど清流派の士人から軽蔑されていた。学者としての評判は頗る高く、才能にすぐれ、文辞を能くし、容貌もすぐれており、博覧強記であって、世の通儒と評された。諸学生を教導すること数千を数えていた。しかし、講義の場においても女人をはべらすなど、儒者の節に拘らないところもあった。
その弟子に、盧植・鄭玄がある。

## 著述
- 『三伝異同』
- 『孝経』注
- 『論語』注
- 『詩経』注
- 『尚書』注
- 『三礼』注
- 『列女伝』注
- 『老子』注
- 『淮南子』注
- 『離騒』注

## 伝記資料
- 『『後漢書』巻90』